# Paul Winzer
Paul Winzer (Cottbus, 24 de junio de 1908- después de 1948), también conocido por el alias «Walter Mosig», fue un diplomático y oficial de policía alemán, miembro de la Gestapo y uno de los jefes del campo de concentración de Miranda de Ebro durante la Dictadura franquista. Fue también el jefe de la Gestapo en la España franquista.

## Biografía

### Formación y primeros años
Nació en Cottbus el 24 de junio de 1908. Winzer estudió derecho en las universidades de Breslau y Berlín, pero no realizó su Abschluss —licenciatura—; suspendió en dos ocasiones los exámenes finales, por lo que no pudo completar la carrera de derecho. En abril de 1932 se adhirió al Partido Nazi, con el número 1.106.851. Poco después de la subida al poder de los nazis, en 1933 Winzer se afilió a la Schutzstaffel (SS). Ingresó en la Kriminalpolizei en 1934.
En mayo de 1936 fue asignado a la embajada alemana de Madrid, por expreso deseo de Heinrich Himmler para que investigase a los comunistas y anarquistas españoles. El 18 de julio, cuando se produjo el golpe de Estado que desencadenó en la Guerra civil, Winzer se encontraba en Barcelona, donde vigilaba a los izquierdistas alemanes que participaban en las Olimpiadas Populares. Después de permanecer unos días y observar los combates que se desarrollaron en las calles, Winzer embarcó en un vapor italiano y luego regresó a Alemania. Sin embargo, cuando la Alemania nazi reconoció a las fuerzas de Franco, Winzer volvería a ser destinado otra vez a España junto al nuevo embajador, Wilhelm Faupel, como agregado policial de la embajada alemana, con el rango de Kriminalkommissar.

### Etapa en España
Tras su llegada a la España controlada por los «rebeldes» ocupó diversos puestos. Winzer supervisó el Campo de concentración de Miranda de Ebro, que había sido construido por las fuerzas sublevadas a inspiración de los campos de concentración nazis. Algunos autores señalan a Winzer como uno de los diseñadores de la estructura del campo, mientras que otros lo señalan como el diseñador de todo el sistema de campos de concentración franquistas.
No obstante, Winzer también desempeñó actividades que iban más allá de sus funciones teóricas. Por ejemplo, cooperó junto a otros funcionarios de la embajada en los planes para construir una refinería de petróleo alemana en Santa Cruz de Tenerife, en vistas a utilizarla en una guerra futura. Winzer también se encargó del entrenamiento y formación de la nueva policía política del régimen franquista. Después de que en julio de 1938 se firmara un acuerdo de cooperación policial entre la España franquista y Alemania (por el cual se establecía la extradición mutua de «delincuentes políticos» que fueran detenidos en ambos países), el poder de Winzer en España aumentó considerablemente. Tras el final de la guerra civil, un posterior acuerdo reforzó aún más su poder, y también permitió la instalación en España de una red de agentes del Sicherheitsdienst (SD) bajo la supervisión del propio Winzer. La red bajo su supervisión constaba de unos 30 agentes que se extendían por toda la península ibérica.
Tras el final de la guerra civil, Winzer continuó en España y se trasladó a Madrid, junto con la legación diplomática alemana. Comenzada la Segunda Guerra Mundial, se convirtió en uno de los principales contactos de Walter Schellenberg, jefe de información y contraespionaje alemán. Como agregado policial, sus labores también incluían vigilar a la colonia alemana que residía en España. Winzer, por ejemplo, siempre desconfió del delegado del Ministerio de Propaganda en la embajada de Madrid, Josef Hans Lazar, que a pesar de ser de origen judío, realizó en España una importante campaña propagandística a favor de la Alemania nazi. El poder de Winzer también se extendía a la vecina Portugal, estableciendo incluso contactos con la policía de la Dictadura salazarista. Llegó a trazar un plan para secuestrar y/o asesinar en Portugal a Otto Strasser, un antiguo nazi que se había vuelto contrario al régimen. En su libro España tenía razón, José María Doussinague relata que Winzer estuvo implicado en el secuestro del matrimonio Erich Heberlein y Margot Calleja la noche del 17 al 18 de junio de 1944 en su finca de La Legua, cerca de Toledo, desde donde fueron trasladados a Alemania. El diplomático Heberlein y el embajador Eberhard von Stohrer fueron despedidos porque se suponía que frustraban las intrigas de Winzer.
A comienzos de 1945 todavía se encontraba en la embajada de Madrid. Tras el final de la Segunda Guerra Mundial, se pierde su pista. A partir de la primavera de 1946, Mosig fue internado e interrogado por el Counter Intelligence Corps estadounidense durante dos años en la Fortaleza Hohenasperg, en la localidad de Asperg. En 1948, emigró a Córdoba, Argentina.